# Brainerd Vandtårn
Brainerd Vandtårn er et vandtårn i Brainerd, Minnesota, USA. Det var den første ophøjede tank kun udført i beton, som blev brugt af en kommune i USA. Selvom tårnet i 1960 blev erstattet, er det stadig et vartegn for byen. De lokale omtaler tårnet som "Paul Bunyan's Cup" eller "Paul Bunyan's Flashlight".